# Mohamed Yalaoui
Mohamed Yalaoui (arabe : محمد اليعلاوي), né le 5 janvier 1929 à Souk El Arba et mort le 1er juillet 2015 à Tunis, est un linguiste et universitaire tunisien spécialiste en lettres et langue arabes. Il occupe également les fonctions de ministre des Affaires culturelles de 1978 à 1979 et de député de Jendouba de 1980 à 1984 puis de 1989 à 1994.

## Biographie
Après des études primaires à Souk El Arba (actuelle Jendouba), et après un passage à Aïn Draham, il passe le concours d’entrée à l’examen de sixième à Tabarka ; il rejoint ensuite le Collège Sadiki (1942-1949). Parti à Paris pour suivre des études de médecine, il change de cursus et opte pour une licence, une agrégation obtenue en 1958 et un doctorat en langue et littérature arabes obtenu à la Sorbonne en 1973.
Rentré en Tunisie après l’agrégation, il est nommé successivement au lycée de garçons de Sousse et à l’École normale des professeurs adjoints à Tunis avant d'entrer à l'université de Tunis, où il enseigne jusqu’en 1989.
Il occupe le poste de doyen de la faculté des sciences humaines et sociales de Tunis du 1er février 1975 au 17 décembre 1978 puis de ministre des Affaires culturelles du 20 septembre 1978 au 7 novembre 1979. Il est par ailleurs élu député de Jendouba de 1980 à 1984 puis de 1989 à 1994.
Il est également membre du comité de rédaction puis rédacteur en chef de la revue Hawliyat al-Jam’a al-Tunusiya, membre du comité de rédaction de la revue Les Cahiers de Tunisie (1972-1982) et membre du département de langues et littérature arabes de l’Académie tunisienne des sciences, des lettres et des arts dès le 1er décembre 2012.
Il meurt à l’aube du 1er juillet 2015 à l’âge de 86 ans.
Le 17 novembre 2016, son nom est donné au campus universitaire de Jendouba.

## Décorations
- Ordre de l’Indépendance (Tunisie)
- Ordre du Mérite éducationnel (Tunisie)
- Ordre du Mérite culturel marocain (Maroc)
- Ordre national du Mérite (France)[1]

## Publications
- Un poète chiite d'Occident au IV/Xe siècles : Ibn Hani'al-'Andalusi, éd. Publications de l’Université de Tunis, Tunis, 1976[4]
- (ar) Al-Qâdhi Nu’mân, éd. Publications de l’Université de Tunis, Tunis, 1978
- 100 textes français avec traduction à l'arabe, éd. Dar al-Gharb al-Islami, Beyrouth, 1984
- (ar) Ibn Hani chantre la dynastie fatimide, éd. Dar al-Gharb al-Islami, Beyrouth, 1985
- (ar) Chronique des califes fatimides au Maghreb (édition critique de l'ouvrage d'Idris Imad-Eldin), éd. Dar al-Gharb al-Islami, Beyrouth, 1985
- (ar) La littérature en Ifriqiya sous les Fatimides, éd. Dar al-Gharb al-Islami, Beyrouth, 1986
- (ar) Kitâb Muqaffâ’ (édition critique de l'ouvrage d'Ahmad al-Maqrîzî), éd. Dar al-Gharb al-Islami, Beyrouth, 1991
- (ar) Glanes de langue et littérature, vol. I, éd. Dar al-Gharb al-Islami, Beyrouth, 1992
- (ar) Glanes de langue et littérature, vol. II, éd. Dar al-Gharb al-Islami, Beyrouth, 2001
- (ar) Glanes de langue et littérature, vol. III, éd. Beït El Hikma, Carthage, 2007
- (ar) Glanes de langue et littérature, vol. IV, éd. Beït El Hikma, Carthage, 2012